# Jørgen Graabak
Jørgen Graabak (ur. 26 kwietnia 1991 w Melhus) – norweski narciarz klasyczny, specjalista kombinacji norweskiej, sześciokrotny medalista olimpijski, ośmiokrotny medalista mistrzostw świata i wicemistrz świata juniorów.

## Kariera
Po raz pierwszy na arenie międzynarodowej Jørgen Graabak pojawił się w lutym 2009 roku, kiedy wystartował na mistrzostwach świata juniorów w Štrbskim Plesie. Zajął tam 20. miejsce w sprincie. Miesiąc później po raz pierwszy pojawił się w zawodach Pucharu Kontynentalnego, zajmując 32. miejsce w konkursie rozgrywanym metodą Gundersena w Høydalsmo. W sezonie 2008/2009 pojawił się jeszcze raz ponownie nie zdobywając punktów i nie został uwzględniony w klasyfikacji generalnej. Na mistrzostwach świata juniorów w Hinterzarten w 2010 roku wraz z kolegami z reprezentacji wywalczył srebrny medal w zawodach drużynowych. Indywidualnie uplasował się na dziesiątej pozycji w Gundersenie.
W dziesięciu startach sezonu 2010/2011 Pucharu Kontynentalnego za każdym razem plasował się w czołowej dziesiątce. Czterokrotnie stawał na podium, ale ani razu nie zwyciężył. W klasyfikacji generalnej pozwoliło mu to zająć trzecie miejsce. W międzyczasie, 8 stycznia 2011 roku w Schonach zadebiutował w Pucharze Świata, zajmując 51. miejsce w Gundersenie. W sezonie 2010/2011 Pucharu Świata wystartował jeszcze dwukrotnie, ale punktów nie zdobył. W styczniu 2011 roku wystąpił także na mistrzostwach świata juniorów w Otepää, gdzie był piąty w Gundersenie oraz ósmy w sprincie.
Pierwsze punkty Pucharu Świta zdobył na początku sezonu 2011/2012, 10 grudnia 2011 roku w Ramsau, zajmując 28. miejsce w Gundersenie. Niedługo potem, 18 grudnia 2011 roku w Seefeld po raz pierwszy stanął na podium po tym, jak był trzeci w Gundersenie. W pozostałej części cyklu jeszcze pięciokrotnie plasował się w czołowej dziesiątce, w tym 15 stycznia 2012 roku w Chaux-Neuve zajął drugie miejsce, ulegając tylko Włochowi Alessandro Pittinowi. W klasyfikacji generalnej zajął 16. miejsce. Pierwsze pucharowe zwycięstwo odniósł 1 lutego 2015 roku w Val di Fiemme, wygrywając na dużej skoczni. W pozostałych startach sezonu 2014/2015 jeszcze jeden raz stanął na podium, dwa dni wcześniej był trzeci na tej samej skoczni. Najlepsze wyniki osiągnął w sezonie 2015/2016, kiedy pięciokrotnie plasował się w czołowej trójce, odnosząc przy tym dwa zwycięstwa: 9 lutego w Trondheim i 6 marca 2016 roku w Schonach. W klasyfikacji generalnej zajął czwarte miejsce. Kolejne zwycięstwo, jedyne w sezonie, odniósł 12 stycznia 2018 roku w Val di Fiemme. W sezonie 2017/2018 jeszcze dwukrotnie stawał na podium, ostatecznie zajmując piąte miejsce w klasyfikacji generalnej.
Pierwszy medal wśród seniorów zdobył w 2013 roku, wspólnie z kolegami z reprezentacji zajmując drugie miejsce w sztafecie na mistrzostwach świata w Val di Fiemme. Wynik ten Norwegowie z Graabakiem w składzie powtórzyli podczas mistrzostw świata w Falun w 2015 roku oraz rozgrywanych dwa lata później mistrzostw świata w Lahti. Indywidualnie najbliżej podium był w 2015 roku, kiedy na normalnej skoczni zajął ósme miejsce.
W lutym 2014 roku brał udział w igrzyskach olimpijskich w Soczi, gdzie w konkursie indywidualnym na dużej skoczni wywalczył złoty medal. W zawodach tych wyprzedził bezpośrednio swego rodaka Magnusa Moana i Niemca Fabiana Rießle. Trzy dni później wspólnie z Moanem, Magnusem Krogiem i Håvardem Klemetsenem zajął też pierwsze miejsce w zawodach drużynowych. Podczas igrzysk olimpijskich w Pjongczangu w 2018 roku wspólnie z Espenem Andersenem, Jarlem Magnusem Riiberem i Janem Schmidem wywalczył srebrny medal w sztafecie. Nie obronił też indywidualnego tytułu, zajmując dziesiąte miejsce na dużej skoczni, a na normalnym obiekcie był osiemnasty.
W maju 2025 roku ogłosił zakończenie kariery.

## Osiągnięcia

### Igrzyska olimpijskie
| Miejsce | Dzień     | Rok  | Miejscowość | Konkurencja           | Wynik zwycięzcy | Strata  | Zwycięzca       |
| ------- | --------- | ---- | ----------- | --------------------- | --------------- | ------- | --------------- |
| 1.      | 18 lutego | 2014 | Soczi       | Gundersen HS140/10 km | 22:45,5         | -       | -               |
| 1.      | 21 lutego | 2014 | Soczi       | Sztafeta HS140/4x5 km | 47:13,5         | -       | -               |
| 18.     | 14 lutego | 2018 | Pjongczang  | Gundersen HS109/10 km | 24:51,4         | +2:29,9 | Eric Frenzel    |
| 10.     | 20 lutego | 2018 | Pjongczang  | Gundersen HS140/10 km | 23:52,5         | +1:24,8 | Johannes Rydzek |
| 2.      | 22 lutego | 2018 | Pjongczang  | Sztafeta HS140/4x5 km | 46:09,8         | +31,7   | Niemcy          |
| 2.      | 9 lutego  | 2022 | Zhangjiakou | Gundersen HS106/10 km | 25:07,7         | +0,8    | Vinzenz Geiger  |
| 1.      | 15 lutego | 2022 | Zhangjiakou | Gundersen HS140/10 km | 27:13,3         | -       | -               |
| 1.      | 17 lutego | 2022 | Zhangjiakou | Sztafeta HS140/4x5 km | 50:45,1         | -       | -               |

### Mistrzostwa świata
| Miejsce | Dzień     | Rok  | Miejscowość      | Konkurencja           | Wynik zwycięzcy | Strata  | Zwycięzca           |
| ------- | --------- | ---- | ---------------- | --------------------- | --------------- | ------- | ------------------- |
| 38.     | 22 lutego | 2013 | Val di Fiemme    | Gundersen HS106/10 km | 29:13,2         | +2:26,2 | Jason Lamy Chappuis |
| 2.      | 24 lutego | 2013 | Val di Fiemme    | Sztafeta HS106/4x5 km | 57:34,0         | +0,4    | Francja             |
| 8.      | 20 lutego | 2015 | Falun            | Gundersen HS100/10 km | 26:38,9         | +52,6   | Johannes Rydzek     |
| 2.      | 22 lutego | 2015 | Falun            | Sztafeta HS100/4x5 km | 44:20,7         | +23,1   | Niemcy              |
| 24.     | 26 lutego | 2015 | Falun            | Gundersen HS134/10 km | 22:45,8         | +1:47,6 | Bernhard Gruber     |
| 11.     | 24 lutego | 2017 | Lahti            | Gundersen HS100/10 km | 26:19,6         | +46,8   | Johannes Rydzek     |
| 2.      | 26 lutego | 2017 | Lahti            | Sztafeta HS100/4x5 km | 47:57,3         | +41,7   | Niemcy              |
| 22.     | 1 marca   | 2017 | Lahti            | Gundersen HS130/10 km | 26:41,6         | +2:17,5 | Johannes Rydzek     |
| DNS     | 22 lutego | 2019 | Seefeld in Tirol | Gundersen HS130/10 km | 23:43,0         | -       | Eric Frenzel        |
| 9.      | 28 lutego | 2019 | Seefeld in Tirol | Gundersen HS109/10 km | 25:01,3         | +1:10,5 | Jarl Magnus Riiber  |
| 1.      | 2 marca   | 2019 | Seefeld in Tirol | Sztafeta HS109/4x5 km | 50:15,5         | -       | -                   |
| 9.      | 26 lutego | 2021 | Oberstdorf       | Gundersen HS106/10 km | 23:01,2         | +1:13,8 | Jarl Magnus Riiber  |
| 1.      | 28 lutego | 2021 | Oberstdorf       | Sztafeta HS106/4x5 km | 43:57,7         | -       | -                   |
| 14.     | 4 marca   | 2021 | Oberstdorf       | Gundersen HS137/10 km | 23:11,1         | +2:54,4 | Johannes Lamparter  |
| 8.      | 25 lutego | 2023 | Planica          | Gundersen HS102/10 km | 24:36,3         | +49,0   | Jarl Magnus Riiber  |
| 1.      | 1 marca   | 2023 | Planica          | Sztafeta HS138/4x5 km | 47:20,4         | -       | -                   |
| 8.      | 4 marca   | 2023 | Planica          | Gundersen HS138/10 km | 23:42,6         | +2:03,8 | Jarl Magnus Riiber  |
| 6.      | 1 marca   | 2025 | Trondheim        | Kompakt HS102/7,5 km  | 17:13,4         | +25,0   | Jarl Magnus Riiber  |
| 3.      | 7 marca   | 2025 | Trondheim        | Sztafeta HS138/4x5 km | 50:37,7         | +1:39,8 | Niemcy              |
| 2.      | 8 marca   | 2025 | Trondheim        | Gundersen HS138/10 km | 24:57,5         | +1:10,7 | Jarl Magnus Riiber  |

### Mistrzostwa świata juniorów
| Miejsce | Dzień       | Rok  | Miejscowość         | Konkurencja           | Wynik zwycięzcy | Strata  | Zwycięzca            |
| ------- | ----------- | ---- | ------------------- | --------------------- | --------------- | ------- | -------------------- |
| 20.     | 5 lutego    | 2009 | Szczyrbskie Jezioro | Sprint HS100/5 km     | 13:26,0         | +1:13,3 | Alessandro Pittin    |
| 10.     | 29 stycznia | 2010 | Hinterzarten        | Gundersen HS106/10 km | 29:43,5         | +1:15,9 | Ole-Christian Wendel |
| 2.      | 31 stycznia | 2010 | Hinterzarten        | Sztafeta HS106/4x5 km | 53:00,1         | +13,5   | Niemcy               |
| 5.      | 27 stycznia | 2011 | Otepää              | Gundersen HS100/10 km | 26:37,7         | +1:25,3 | Johannes Rydzek      |
| 8.      | 29 stycznia | 2011 | Otepää              | Sprint HS100/5 km     | 12:44,5         | +1:18,6 | Marjan Jelenko       |

### Puchar Świata

#### Miejsca w klasyfikacji generalnej
- sezon 2010/2011: niesklasyfikowany
- sezon 2011/2012: 16.
- sezon 2012/2013: 20.
- sezon 2013/2014: 7.
- sezon 2014/2015: 13.
- sezon 2015/2016: 4.
- sezon 2016/2017: 11.
- sezon 2017/2018: 5.
- sezon 2018/2019: 7.
- sezon 2019/2020: 2.
- sezon 2020/2021: 12.
- sezon 2021/2022: 4.
- sezon 2022/2023: 14.
- sezon 2023/2024: 4.
- sezon 2024/2025: 15.

#### Miejsca na podium chronologicznie
| Nr  | Data              | Miejscowość   | Konkurencja             | Wynik zwycięzcy | Pozycja | Strata  | Zwycięzca           |
| --- | ----------------- | ------------- | ----------------------- | --------------- | ------- | ------- | ------------------- |
| 1.  | 18 grudnia 2011   | Seefeld       | Gundersen HS109/10 km   | 27:41,9         | 3.      | +7,1    | Jason Lamy Chappuis |
| 2.  | 15 stycznia 2012  | Chaux-Neuve   | Gundersen HS118/10 km   | 22:18,1         | 2.      | +16,5   | Alessandro Pittin   |
| 3.  | 30 listopada 2013 | Ruka          | Gundersen HS142/10 km   | 28:34,9         | 2.      | +3,5    | Eric Frenzel        |
| 4.  | 11 stycznia 2014  | Chaux-Neuve   | Gundersen HS118/10 km   | 27:14,4         | 3.      | +1,3    | Mikko Kokslien      |
| 5.  | 6 marca 2014      | Trondheim     | Gundersen HS140/10 km   | 25:29,0         | 2.      | +1,4    | Johannes Rydzek     |
| 6.  | 16 marca 2014     | Falun         | Gundersen HS100/10 km   | 22:07,5         | 2.      | +4,9    | Akito Watabe        |
| 7.  | 30 stycznia 2015  | Val di Fiemme | Gundersen HS134/10 km   | 29:13,9         | 3.      | +10,2   | Bernhard Gruber     |
| 8.  | 1 lutego 2015     | Val di Fiemme | Gundersen HS134/10 km   | 25:58,7         | 1.      | -       | -                   |
| 9.  | 9 lutego 2016     | Trondheim     | Gundersen HS140/10 km   | 24:26,2         | 1.      | -       | -                   |
| 10. | 10 lutego 2016    | Trondheim     | Gundersen HS140/10 km   | 24:28,5         | 3.      | +57,8   | Eric Frenzel        |
| 11. | 27 lutego 2016    | Val di Fiemme | Gundersen HS134/10 km   | 30:59,7         | 3.      | +46,0   | Bernhard Gruber     |
| 12. | 28 lutego 2016    | Val di Fiemme | Gundersen HS134/10 km   | 31:33,5         | 2.      | +5,8    | Magnus Krog         |
| 13. | 6 marca 2016      | Schonach      | Gundersen HS106/15 km   | 38:43,3         | 1.      | -       | -                   |
| 14. | 26 listopada 2016 | Ruka          | Gundersen HS142/10 km   | 27:31,7         | 3.      | +45,6   | Johannes Rydzek     |
| 15. | 4 grudnia 2016    | Lillehammer   | Gundersen HS138/10 km   | 25:13,6         | 3.      | +23,4   | Eric Frenzel        |
| 16. | 3 grudnia 2017    | Lillehammer   | Gundersen HS138/10 km   | 26:25,1         | 3.      | +4,2    | Espen Andersen      |
| 17. | 12 stycznia 2018  | Val di Fiemme | Gundersen HS134/10 km   | 25:56,4         | 1.      | -       | -                   |
| 18. | 4 marca 2018      | Lahti         | Gundersen HS130/10 km   | 24:51,6         | 3.      | +3,9    | Johannes Rydzek     |
| 19. | 2 grudnia 2018    | Lillehammer   | Gundersen HS140/10 km   | 27:54,3         | 2.      | +35,8   | Jarl Magnus Riiber  |
| 20. | 23 grudnia 2018   | Ramsau        | Gundersen HS98/10 km    | 23:58,7         | 1.      | -       | -                   |
| 21. | 11 stycznia 2019  | Val di Fiemme | Gundersen HS135/10 km   | 26:58,4         | 2.      | +5,9    | Johannes Rydzek     |
| 22. | 27 stycznia 2019  | Trondheim     | Gundersen HS138/10 km   | 26:15,0         | 3.      | +2,5    | Jarl Magnus Riiber  |
| 23. | 10 lutego 2019    | Lahti         | Gundersen HS130/10 km   | 24:39,8         | 1.      | -       | -                   |
| 24. | 1 grudnia 2019    | Ruka          | Gundersen HS142/10 km   | 25:36,6         | 2.      | +2:08,8 | Jarl Magnus Riiber  |
| 25. | 7 grudnia 2019    | Lillehammer   | Gundersen HS140/10 km   | 25:54,5         | 2.      | +46,4   | Jarl Magnus Riiber  |
| 26. | 8 grudnia 2019    | Lillehammer   | Gundersen HS140/10 km   | 29:27,4         | 2.      | +20,2   | Jarl Magnus Riiber  |
| 27. | 22 grudnia 2019   | Ramsau        | Gundersen HS98/10 km    | 23:45,9         | 2.      | +2,8    | Jarl Magnus Riiber  |
| 28. | 10 stycznia 2020  | Val di Fiemme | Gundersen HS104/10 km   | 26:10,9         | 3.      | +27,7   | Jarl Magnus Riiber  |
| 29. | 11 stycznia 2020  | Val di Fiemme | Gundersen HS104/10 km   | 26:20,8         | 3.      | +0,6    | Vinzenz Geiger      |
| 30. | 31 stycznia 2020  | Seefeld       | Gundersen HS109/5 km    | 11:35,5         | 3.      | +44,5   | Jarl Magnus Riiber  |
| 31. | 1 lutego 2020     | Seefeld       | Gundersen HS109/10 km   | 23:28,3         | 2.      | +1:07,0 | Jarl Magnus Riiber  |
| 32. | 2 lutego 2020     | Seefeld       | Gundersen HS109/15 km   | 36:00,3         | 2.      | +50,2   | Jarl Magnus Riiber  |
| 33. | 22 lutego 2020    | Trondheim     | Gundersen HS138/10 km   | 25:08,9         | 2.      | +59,3   | Jarl Magnus Riiber  |
| 34. | 1 marca 2020      | Lahti         | Gundersen HS130/10 km   | 25:41,1         | 2.      | +2,9    | Akito Watabe        |
| 35. | 29 stycznia 2022  | Seefeld       | Gundersen HS109/10 km   | 24:49,3         | 3.      | +4,2    | Vinzenz Geiger      |
| 36. | 30 stycznia 2022  | Seefeld       | Gundersen HS109/12,5 km | 30:08,6         | 1.      | -       | -                   |
| 37. | 12 marca 2022     | Schonach      | Gundersen HS100/10 km   | 23:48,9         | 3.      | +44,2   | Jarl Magnus Riiber  |
| 38. | 24 listopada 2023 | Ruka          | Kompakt HS142/7,5 km    | 19:24,6         | 3.      | +1,1    | Jens Lurås Oftebro  |
| 39. | 25 listopada 2023 | Ruka          | Gundersen HS142/10 km   | 26:17,3         | 3.      | +1:26,2 | Jarl Magnus Riiber  |
| 40. | 2 grudnia 2023    | Lillehammer   | Gundersen HS98/10 km    | 25:38,0         | 3.      | +36,8   | Jarl Magnus Riiber  |
| 41. | 3 grudnia 2023    | Lillehammer   | Gundersen HS140/10 km   | 25:55,3         | 3.      | +36,5   | Jarl Magnus Riiber  |
| 42. | 27 stycznia 2024  | Schonach      | Gundersen HS100/10 km   | 22:41,7         | 3.      | +1:15,0 | Jarl Magnus Riiber  |
| 43. | 28 stycznia 2024  | Schonach      | Gundersen HS100/10 km   | 23:42,5         | 2.      | +33,2   | Jarl Magnus Riiber  |
| 44. | 2 lutego 2024     | Seefeld       | Gundersen HS109/7,5 km  | 18:40,6         | 2.      | +38,1   | Jarl Magnus Riiber  |
| 45. | 3 lutego 2024     | Seefeld       | Gundersen HS109/10 km   | 25:19,2         | 2.      | +22,7   | Jarl Magnus Riiber  |
| 46. | 4 lutego 2024     | Seefeld       | Gundersen HS109/12,5 km | 34:39,8         | 2.      | +23,1   | Jarl Magnus Riiber  |

### Puchar Kontynentalny

#### Miejsca w klasyfikacji generalnej
- sezon 2008/2009: niesklasyfikowany
- sezon 2009/2010: nie brał udziału
- sezon 2010/2011: 3.

#### Miejsca na podium chronologicznie
| Nr | Data            | Miejscowość | Konkurencja           | Wynik zwycięzcy | Pozycja | Strata | Zwycięzca          |
| -- | --------------- | ----------- | --------------------- | --------------- | ------- | ------ | ------------------ |
| 1. | 11 grudnia 2010 | Park City   | Gundersen HS134/10 km | 28:02,1         | 2.      | +0,7   | Sebastian Reuschel |
| 2. | 12 grudnia 2010 | Park City   | Gundersen HS134/10 km | 28:46,9         | 2.      | +3,0   | Geoffrey Lafarge   |
| 3. | 19 lutego 2011  | Kranj       | Gundersen HS109/10 km | 24:53,4         | 2.      | +0,8   | Magnus Krog        |
| 4. | 20 lutego 2011  | Kranj       | Gundersen HS109/10 km | 25:03,8         | 3.      | +34,9  | Magnus Krog        |

### Letnie Grand Prix

#### Miejsca w klasyfikacji generalnej
- 2014: 26.
- 2015: nie brał udziału
- 2016: nie brał udziału
- 2017: (48.)[15]
- 2018: nie brał udziału
- 2019: (44.)[16]
- 2021: (26.)[17]
- 2022: (14.)[18]

#### Miejsca na podium chronologicznie
Jak dotąd zawodnik nie stawał na podium indywidualnych zawodów LGP.